# Чэнь Лун
Чэнь Лун (кит. упр. 谌龙, пиньинь Chén Lóng, род. 18 января 1989 года) — китайский бадминтонист, олимпийский чемпион 2016 года в одиночном разряде, бронзовый призёр Олимпийских игр 2012 года, двукратный чемпион мира (2014 и 2015), многократный призёр чемпионатов Азии.

## Биография
Чэнь Лун родился в 1989 году в городе Шаши провинции Хубэй.
В 2010 году Чэнь Лун завоевал золотую медаль Азиатских игр. На Олимпийских играх 2012 Чэнь Лун стал обладателем бронзовой награды.